# DFB-Pokal der Frauen 1991-1992
La DFB-Pokal der Frauen 1991-1992 è stata la 12ª edizione della Coppa di Germania riservata alle squadre di calcio femminile. La finale si è svolta all'Olympiastadion di Berlino ed è stata vinta dal FSV Francoforte, per la prima volta nella sua storia, superando le avversarie del TSV Siegen con il risultato di 1-0. In questa edizione, per la prima volta, le partite che si concluderanno con un pareggio non verranno ripetute ma il risultato finale verrà deciso dai calci di rigore. Gertrud Regus è la prima arbitro donna a dirigere una finale di Coppa di Germania.

## Primo Turno
Le gare si sono svolte il 18 agosto 1991.
| Squadra 1              | Risultato       | Squadra 2                   |
| ---------------------- | --------------- | --------------------------- |
| SV Wieskirchen         | 0 - 7           | FSV Francoforte             |
| Wismut Chemnitz        | 0 – 5           | Wismut Aue                  |
| Wittekind Wildeshausen | 1 - 0           | Jena                        |
| Turbine Potsdam        | 2 - 4           | Schmalfelder SV             |
| TuS Binzen             | 0 - 5           | Bayern Monaco               |
| Wittenseer SV          | 0 - 3           | SSG Bergisch Gladbach       |
| SpVgg Landshut         | 0 - 2           | TuS Ahrbach                 |
| Wattenscheid 09        | 0 - 5           | Eintracht Wolfsburg         |
| Bad Neuenahr           | 4 - 3           | Praunheim                   |
| Rheinfelden            | 0 – 7           | Sindelfingen                |
| Amburgo                | 1 - 6           | Grün-Weiß Brauweiler        |
| TuS Erbsdorf           | 0 - 2           | Fortuna Sachsenroß Hannover |
| Polizei SV Bremen      | 1 - 2           | TeBe Berlino                |
| SV Wilhelmshaven       | 1 - 1 (6-5 dtr) | KBC Duisburg                |
| Motor Halle            | 0 - 7           | Klinge Seckach              |
| SV Oberteuringen       | 0 - 10          | Saarbrücken                 |

## Secondo Turno
Le gare si sono svolte il 3 ottobre 1991.
| Squadra 1                   | Risultato       | Squadra 2              |
| --------------------------- | --------------- | ---------------------- |
| FC Neukölln Berlin          | 1 - 4           | SV Wilhelmshaven       |
| SV Neubrandenburg           | 0 – 5           | Schmalfelder SV        |
| SV Eiche Branitz            | 0 - 6           | Rheine                 |
| SSG Bergisch Gladbach       | 6 - 1           | Hansa Rostock          |
| Grün-Weiß Brauweiler        | 5 - 0           | Wittekind Wildeshausen |
| Concordia Goch              | 1 - 5           | Eintracht Wolfsburg    |
| Fortuna Sachsenroß Hannover | 0 - 6           | TSV Siegen             |
| SC Poppenbüttel             | 2 - 4           | TeBe Berlino           |
| TSV Münchhausen             | 5 - 1           | LTA Dresden            |
| Sindelfingen                | 1 – 0           | Bayern Monaco          |
| Ulm/Neu-Ulm                 | 1 - 5           | Niederkirchen          |
| Saarbrücken                 | 5 - 0           | Wacker München         |
| FC Spöck                    | 1 - 3           | FSV Francoforte        |
| Bad Neuenahr                | 2 - 2 (1-3 dtr) | TuS Wörrstadt          |
| Klinge Seckach              | 2 - 1           | Wismut Aue             |
| TuS Ahrbach                 | 3 - 0           | SV TuR Dresden         |

## Terzo Turno
Le gare si sono svolte tra il 16 febbraio all'8 marzo 1992.
| Squadra 1            | Risultato       | Squadra 2             |
| -------------------- | --------------- | --------------------- |
| Sindelfingen         | 0 - 1           | Eintracht Wolfsburg   |
| Grün-Weiß Brauweiler | 1 – 0           | TuS Ahrbach           |
| SV Wilhelmshaven     | 1 - 5           | FSV Francoforte       |
| Saarbrücken          | 2 - 2 (3-4 dtr) | Niederkirchen         |
| TeBe Berlino         | 0 - 0 (4-1 dtr) | Schmalfelder SV       |
| TSV Münchhausen      | 4 - 0           | TuS Wörrstadt         |
| Klinge Seckach       | 0 - 5           | TSV Siegen            |
| Rheine               | 2 - 1           | SSG Bergisch Gladbach |

## Quarti di finale
Le gare si sono svolte tra l'8 marzo al 5 aprile 1992.
| Squadra 1       | Risultato | Squadra 2            |
| --------------- | --------- | -------------------- |
| FSV Francoforte | 1 - 0     | Eintracht Wolfsburg  |
| TeBe Berlino    | 0 - 3     | Grün-Weiß Brauweiler |
| Rheine          | 2 - 0     | TSV Münchhausen      |
| TSV Siegen      | 3 - 0     | Niederkirchen        |

## Semifinali
Le gare si sono svolte il 12 aprile 1992.
| Squadra 1       | Risultato       | Squadra 2            |
| --------------- | --------------- | -------------------- |
| FSV Francoforte | 1 - 1 (5-4 dtr) | Grün-Weiß Brauweiler |
| Rheine          | 0 - 3           | TSV Siegen           |

## Finale
| Arbitro: | Gertrud Regus (Hallstadt) |

|           |           |  |
| König 58’ | Marcatori |  |